# Southampton FC
Southampton FC, även kallad The Saints, är en engelsk professionell fotbollsklubb i Southampton, grundad 1885. Hemmaarena är sedan 2001 St. Mary's Stadium, tidigare spelade klubben på The Dell. Klubben spelar 2025/26 i EFL Championship.

## Historia
Källa:

### Start till och med 1900-talet
Klubben bildades 1885 då medlemmar från St. Mary's Church Young Men's Association började spela fotboll på en plan vid namn Itchen. Till följd av medlemmarnas kyrka hette klubben till en början St. Mary's Young Men's Association FC och därefter St. Mary's FC innan det blev Southampton St. Mary's FC när klubben gick med i Southern Football League 1894. Där nådde klubben stora framgångar då de vann ligan 1896/97, 1897/98, 1898/99, 1900/01, 1902/03 och 1903/04. Framgångarna gjorde att klubben fick flytta till en större arena och 1898 blev det klart att de skulle spela på The Dell med kapacitet för 10 000 åskådare. De första åren hyrde dock klubben enbart The Dell, men i början av 1900-talet kunde de köpa loss arenan.

Klubbens ligaplaceringar från och med 1920.

1920 gick klubben med i The Football League i den då nybildade Third Division, vilken delades upp i en nordlig och sydlig del året efter. Southampton hamnade i södra divisionen och vann den direkt 1921/22.
Under andra världskriget fick klubben tillfälligt flytta till rivalen Portsmouths hemmaarena Fratton Park. Detta sedan The Dell bombats och därmed inte var spelduglig.
Efter att ha etablerat sig i andradivisionen av The Football League var Southampton i skarven mellan 1940- och 1950-talet nära en första uppflyttning till den dåvarande högstadivisionen i England, First Division. Säsongen 1948/49 missade de uppflyttning med en poäng medan de året efter, 1949/50, missade detta på grund av målskillnad. I stället för en uppflyttning kom Southampton säsongen 1952/53 att falla ned i tredjedivisionen och sedan förbli där fram tills 1959/60, då de säkrade avancemanget till andradivisionen. Detta genom en serieseger där Derek Reeves stod för 39 mål under säsongen.
1963 var klubben framme i semifinal i FA-cupen. Väl där vann Manchester United med 1–0 inför 68 000 åskådare på Villa Park. På våren 1966 nådde Southampton slutligen förstadivisionen, då laget lett av Ted Bates slutade på en andraplats i Second Division.
Inför den första säsongen i förstadivisionen värvade klubben in Ron Davies som lyckades göra 43 mål under sin första säsong i klubben. Klubben lyckades säkra nytt kontrakt och höll sig kvar i högstaligan i åtta års tid – där de två gånger om även kvalificerade sig för Europaspel. Säsongen 1973/74 gjordes reglerna om, då tre klubbar kom att trilla ur förstadivisionen som inkluderade Southampton.
1976 bärgade klubben sin första stora titel. Detta då laget – fortfarande i andradivisionen – besegrade Manchester United med 1–0 i finalen av FA-cupen. 1978 säkrade klubben återigen ett avancemang till förstadivisionen.
Det första året tillbaka i förstadivisionen innebar även att klubben återvände till Wembley för ännu en cupfinal, men förlorade då mot Nottingham Forest med 3–2 i Ligacupen. Den forna världsmästaren Alan Ball och den tvåfaldiga Ballon d'Or-vinnaren Kevin Keegan hade värvats.
Medan början av 1980-talet kom att handla om stjärnvärvningar kom den resterande delen att innebära ett Southampton som slogs i toppen av förstadivisionen. Säsongen 1983/84 kom att bli klubbens framgångsrikaste någonsin, då ett lag med Peter Shilton i mål nådde andraplatsen i ligan efter Liverpool. Förutom silvret i ligan nådde Southampton även semifinal i FA-cupen, men förlorade mot Everton efter förlängning. 1984/85 slutade klubben på en femteplats och kvalificerade sig därmed för Europaspel för fjärde gången på fem säsonger. 1986 kom klubben återigen att nå semifinal i FA-cupen, men förlorade mot Liverpool. I slutet av säsongen kom tränaren Lawrie McMenemy att sluta, och ersattes av den forna Southampton-spelaren Chris Nicholl.
Säsongen 1986/87 kom att innebära ännu en semifinalförlust mot Liverpool, i Ligacupen. Southampton blev säsongen 1988/89 den första klubben någonsin i förstadivisionen med att använda sig av tre bröder i en och samma match – Danny, Ray och Rod Wallace.
Säsongen 1989/90 producerade Southampton 71 mål framåt och var på så vis näst bäst i ligan. Året innebar även genombrottet för klubblegendaren Matthew Le Tissier, som spelade i klubben under perioden 1986–2002, då han tilldelades utmärkelsen Årets Unge fotbollsspelare i England. Le Tissier, som gick under smeknamnet Le God, fick även se anfallskollegan Rod Wallace sluta på en andraplats i samma omröstning. 1992 gjorde Alan Shearer 21 mål för klubben och fick spela landskamper för England. Samma år nådde Southampton också final i Full Members Cup (turnering för de engelska klubbarna, när de var avstängda från Europaspel), men förlorade mot Nottingham Forest med 3–2 efter förlängning.
Inför premiärsäsongen av FA Premier League 1992/93 sålde klubben Alan Shearer till Blackburn Rovers. Anfallaren kostade vid tidpunkten tre miljoner pund, vilket var ett nytt övergångsrekord i England. Säsongen efter kom även Tim Flowers att göra samma flytt. Graeme Souness utnämndes till ny tränare säsongen 1996/97. Han värvade Claus Lundekvam och tog en meriterande 6–3-seger mot Manchester United. Trots detta säkrade klubben nytt kontrakt först i den sista omgången, vilket var tredje gången på fyra års tid. Efter att Dave Jones och Glenn Hoddle haft hand om tränarjobbet hos klubben fick Stuart Gray rycka in som tillfällig tränare under de sista matcherna under våren 2001. I säsongens sista match besegrades Arsenal med 3–2, sedan Matthew Le Tissier avgjort i matchens sista minut. Matchen kom att bli klubbens sista på The Dell, då de sedan flyttade till St. Mary's Stadium.

### Efter millennieskiftet
Gordon Strachan blev ny tränare mitt i säsongen 2001/02, vilket innebar ett lyft för klubben som slutade på en elfteplats. Nästa säsong nådde Southampton en åttondeplats i ligan, vilket innebar den högsta ligaplaceringen i Premier League, och final i FA-cupen. I finalen startade svenskduon Michael Svensson och Anders Svensson, men Arsenal vann med 1–0. Närmast efter Strachan, som slutade av familjeskäl, följde värvningar och ett antal temporära tränarbyten som blev framgångslösa – och slutade 2005 med att klubben degraderades till andradivisionen för första gången på 27 år.
Förutom Michael Svensson (2002–2009) och Anders Svensson (2001–2005) spelade även svenskarna Mikael Nilsson (2004–2005), Andreas Jakobsson (2005) och Alexander Östlund (2006–2008) i klubben.
Efter att ha slutat på en tolfteplats under sin första säsong i The Championship nådde Southampton playoff 2006/07. Klubben vann fem av sina sju sista matcher och kunde därmed säkra sjätteplatsen i ligan, men åkte i playoff ut direkt i semifinalen mot Derby County. Det missade avancemanget innebar även att Southampton inte längre fick någon fallskärmsutbetalning, sedan nedflyttningen från Premier League. En turbulent tid började 2008 med flera omstruktureringar hos klubben, och dessutom en ytterligare degradering till tredjedivisionen League One. Väl i första säsongen där skulle också ett avdrag på tio poäng vänta. Klubben kunde trots allt vinna en pokal, genom seger mot Carlisle United med 4–1 i finalen av Football League Trophy den 28 mars 2010 inför 50 000 Southampton-supportrar. Först efter säsongen 2010/11 lyckades klubben avancera till The Championship på nytt, med Nigel Adkins som ny tränare, för att vidare också ta en andraplats där och göra comeback i Premier League till 2012/13.
Under sommaren 2012 slog klubben nytt transferrekord två gånger om, då de först värvade in Jay Rodriguez och därefter Gastón Ramírez. Återkomsten till Premier League innebar även att de egna produkterna James Ward-Prowse och Luke Shaw slog sig in i laget – tillsammans med Rickie Lambert, Morgan Schnedierlin, Adam Lallana och José Fonte. Efter första halvan av säsongen anställdes Mauricio Pochettino som ny tränare, och med en match kvar av säsongen säkrade klubben ett nytt Premier League-kontrakt. Sommaren 2013 innebar återigen slaget transferrekord två gånger om. Detta genom värvningarna av Victor Wanyama från Celtic och Dani Osvaldo från Roma. Som ny ordförande anställde ägaren Katharina Liebherr tysken Ralph Krueger. Southampton slutade på 56 poäng i Premier League, vilket var klubbrekord, och en åttondeplats. Under sommaren 2014 sålde klubben spelare för över 86 miljoner pund totalt.
Efter att ha anställt Ronald Koeman som ny tränare ersatte Southampton de sålda stjärnorna med flera nyförvärv som Saido Mané, Shane Long och Dusan Tadic. Trots den stora spelaromsättningen kunde klubben slå nytt poängrekord och nå sin högsta ligaplacering i Premier League någonsin, då de 60 poängen räckte till en sjundeplacering även om klubben länge låg fyra, vilket hade inneburit en plats i Champions League. Sjundeplaceringen innebar dock att klubben kvalificerade sig för spel i Europa League, men förlorade dubbelmötet mot danska Midtjylland med sammanlagt 2–1.

## Spelare

### Spelartrupp
| 1  | England | Alex McCarthy | 3 december 1989  | Crystal Palace (-16)  |
| 31 | Irland  | Gavin Bazunu  | 20 februari 2002 | Manchester City (-22) |
| 58 | England | Dylan Moody   | 11 mars 2008     | Southampton FC        |

| 3  | Irland    | Ryan Manning          | 14 juni 1996      | Swansea City (-23)        |
| 5  | England   | Jack Stephens         | 27 januari 1994   | Plymouth Argyle (-11)     |
| 6  | England   | Taylor Harwood-Bellis | 30 januari 2002   | Manchester City (-24)     |
| 12 | England   | Ronnie Edwards        | 28 mars 2003      | Peterborough United (-24) |
| 14 | England   | James Bree            | 11 december 1997  | Luton Town (-23)          |
| 15 | England   | Nathan Wood           | 31 maj 2002       | Swansea City (-24)        |
| 16 | Japan     | Yukinari Sugawara     | 28 juni 2000      | AZ (-24)                  |
| 17 | Tyskland  | Joshua Quarshie       | 26 juli 2004      | TSG 1899 Hoffenheim (-25) |
| 21 | England   | Charlie Taylor        | 18 september 1993 | Burnley (-24)             |
| 34 | Brasilien | Welington             | 19 februari 2001  | São Paulo (-25)           |
| 37 | Tyskland  | Armel Bella-Kotchap   | 11 december 2001  | VfL Bochum (-22)          |
| 39 | Frankrike | Joachim Kayi Sanda    | 29 november 2006  | Valenciennes (-25)        |

| 4  | England    | Flynn Downes     | 20 januari 1999  | West Ham United (-24)  |
| 7  | Nigeria    | Joe Aribo        | 21 juli 1996     | Rangers (-22)          |
| 8  | Irland     | Will Smallbone   | 21 februari 2000 | Southampton FC         |
| 18 | Portugal   | Mateus Fernandes | 10 juli 2004     | Sporting CP (-24)      |
| 23 | England    | Samuel Edozie    | 28 januari 2003  | Manchester City (-22)  |
| 24 | Nordirland | Shea Charles     | 5 november 2003  | Manchester City (-23)  |
| 26 | Skottland  | Ryan Fraser      | 24 februari 1994 | Newcastle United (-24) |
| 27 | Japan      | Kuryu Matsuki    | 30 april 2003    | FC Tokyo (-24)         |
| 33 | England    | Tyler Dibling    | 17 februari 2006 | Southampton FC         |
| 47 | England    | Moses Sesay      | 5 januari 2007   | Southampton FC         |

| 9  | England   | Adam Armstrong    | 10 februari 1997 | Blackburn Rovers (-21) |
| 11 | Skottland | Ross Stewart      | 11 juli 1996     | Sunderland (-23)       |
| 19 | England   | Cameron Archer    | 9 december 2001  | Aston Villa (-24)      |
| 22 | Chile     | Ben Brereton Díaz | 18 april 1999    | Villarreal (-24)       |
| 42 | USA       | Damion Downs      | 6 juli 2004      | 1. FC Köln (-25)       |
| 46 | England   | Jay Robinson      | 15 mars 2007     | Southampton FC         |

#### Utlånade spelare
| Nr | Land    | Pos | Namn                                                 |
| -- | ------- | --- | ---------------------------------------------------- |
| —  | England | MV  | Aaron Ramsdale (i Newcastle United till 31 maj 2026) |
| —  | England | MV  | Ollie Wright (i Accrington Stanley till 31 maj 2026) |
| —  | England | F   | Sonnie Davis (i Eastleigh till 31 maj 2026)          |
| —  | Spanien | F   | Juan Larios (i Cultural Leonesa till 31 maj 2026)    |

| Nr | Land      | Pos | Namn                                                       |
| -- | --------- | --- | ---------------------------------------------------------- |
| —  | Frankrike | MF  | Daouda Traoré (i Real Betis till 31 maj 2026)              |
| —  | England   | A   | Princewill Ehibhatiomhan (i Swindon Town till 31 maj 2026) |
| —  | Brasilien | A   | Juan (i Göztepe till 31 maj 2026)                          |
| —  | Japan     | A   | Rento Takaoka (i Valenciennes till 31 maj 2026)            |

### Fostrade storspelare
Förutom slagna transferrekord och stora försäljningar har Southampton sedan återkomsten till Premier League gjort sig kända för att ha fostrat storspelare som Theo Walcott, Gareth Bale, Alex Oxlade-Chamberlain, Adam Lallana, Luke Shaw, James Ward-Prowse och Calum Chambers.

## Meriter

### Liga
- Premier League eller motsvarande (nivå 1): Tvåa 1983/84
- The Championship eller motsvarande (nivå 2): Tvåa 1965/66, 1977/78, 2011/12
- League One eller motsvarande (nivå 3): Mästare 1921/22 (South), 1959/60; Tvåa 2010/11
- Southern Football League: Mästare 1896/97, 1897/98, 1898/99, 1900/01, 1902/03, 1903/04

### Cup
- FA-cupen: Mästare 1975/76; Finalist 1899/00, 1901/02, 2002/03
- Ligacupen: Finalist 1978/79
- FA Community Shield: Finalist 1976
- Football League Trophy: Mästare 2009/10
- Full Members Cup: Finalist 1991/92
- Anglo-italienska ligacupen: Finalist 1976
- Hampshire Senior Cup: Mästare 17 gånger
- Texaco Cup: Finalist 1974/75
- Tennent Caledonian Cup: Mästare 1976; Finalist 1978
- Trofeo Cidade de Vigo: Mästare 1983

## Kända spelare
- Kevin Keegan
- Matthew Le Tissier
- Alan Shearer
- Peter Shilton
- Ted Drake
- Theo Walcott
- Alex Oxlade-Chamberlain
- Gareth Bale
- Peter Crouch
- Rickie Lambert
- Mick Channon
- Alan Ball
- Virgil van Dijk
- Sadio Mané
- Wayne Bridge

## Dyraste nyförvärv och försäljningar

### Topp 10 dyraste nyförvärv
Spelare i fet stil är fortfarande aktiva i Southampton FC.
Senast uppdaterad 12 maj 2015
| Rank | Spelare             | Från                     | Datum            | Övergångssumma  |
| ---- | ------------------- | ------------------------ | ---------------- | --------------- |
| 1    | Danny Ings          | Liverpool                | 1 juli 2019      | 20 000 000 pund |
| 2    | Mario Lemina        | Juventus                 | 8 augusti 2017   | 18 100 000 pund |
| 3    | Jannik Vestergaard  | Borussia Mönchengladbach | 13 jukly 2018    | 18 000 000 pund |
| 4    | Guido Carrillo      | AS Monaco                | 25 januari 2018  | 17 000 000 pund |
| 5    | Sofiane Boufal      | Lille                    | 29 augusti 2016  | 16 000 000 pund |
| 5    | Mohamed Elyounoussi | Basel                    | 29 juni 2018     | 16 000 000 pund |
| 6    | Adam Armstrong      | Blackburn Rovers         | 10 augusti 2021  | 15 00 000 pund  |
| 6    | Che Adams           | Birmingham City          | 1 juli 2019      | 15 000 000 pund |
| 6    | Wesley Hoedt        | Lazio                    | 22 augustio 2017 | 15 000 000 pund |
| 7    | Manolo Gabbiadini   | Napoli                   | 1 februari 2017  | 14 000 000 pund |

### Topp 10 dyraste försäljningar
Senast uppdaterad 24 augusti 2021
| Rank | Spelare             | Till              | Datum           | Övergångssumma  |
| ---- | ------------------- | ----------------- | --------------- | --------------- |
| 1    | Virgil van Dijk     | Liverpool         | 1 januari 2018  | 75 000 000 pund |
| 2    | Sadio Mané          | Liverpool         | 28 juni 2016    | 34 000 000 pund |
| 3    | Luke Shaw           | Manchester United | 27 juni 2014    | 27 000 000 pund |
| 4    | Danny Ings          | Aston Villa       | 4 augusti 2021  | 25 000 000 pund |
| 4    | Morgan Schneiderlin | Manchester United | 13 juli 2015    | 25 000 000 pund |
| 5    | Adam Lallana        | Liverpool         | 1 juli 2014     | 23 000 000 pund |
| 6    | Dejan Lovren        | Liverpool         | 27 juli 2014    | 20 000 000 pund |
| 7    | Calum Chambers      | Arsenal           | 28 juli 2014    | 16 000 000 pund |
| 8    | Jannik Vestergaard  | Leicester City    | 13 augusti 2021 | 15 000 000 pund |
| 9    | Nathaniel Clyne     | Liverpool         | 1 juli 2015     | 12 500 000 pund |